# Elmaalan, Arsin
Elmaalan là một xã thuộc huyện Arsin, tỉnh Trabzon, Thổ Nhĩ Kỳ. Dân số thời điểm năm 2011 là 412 người.